# 사자정
사자정(일본어: 佐々町)은 일본 나가사키현 북부에 있는 기타마쓰우라군의 정이다.

## 지리
사세보시 북쪽에 있으며 사세보시 중심부에서 약 15km 떨어진 곳에 위치한다. 정역 서부를 마쓰우라 철도 니시큐슈선 및 국도 204호선이 지나고 있어 사세보시와의 교통편이 양호하며 최근에는 사세보시의 베드타운 성격이 강해지고 있다.

### 인접한 자치체
- 사세보시
- 기타마쓰우라군 시카마치정·에무카에정

## 역사
- 1889년 4월 1일 - 정촌제 시행으로 기타마쓰우라군 사자촌이 성립하였다.
- 1941년 1월 1일 - 사자촌이 정으로 승격해 사자정이 되었다.

## 교통

### 철도
- 마쓰우라 철도 니시큐슈선

### 도로
- 국도 204호선